# Óriás-gyümölcsgalamb

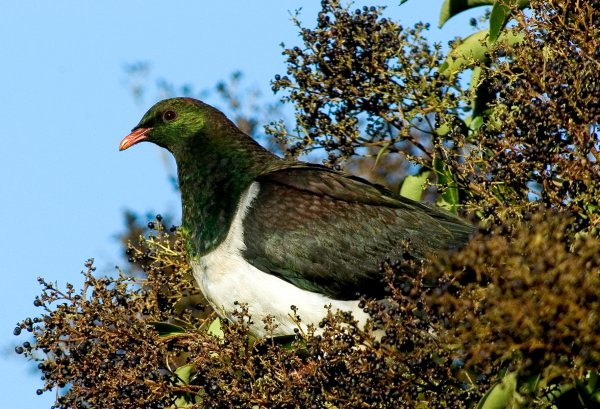

A óriás-gyümölcsgalamb (Hemiphaga novaeseelandiae) a madarak osztályának galambalakúak (Columbiformes) rendjébe és a galambfélék (Columbidae) családjába tartozó Hemiphaga nem egyetlen faja.
A faj maori neve Kererū.

## Előfordulása
Új-Zéland, területén honos. Erdők lakója, de kertek és szántók környékén is előfordul.

## Alfajai
- Hemiphaga novaeseelandiae novaeseelandiae – Új-Zéland szigetein honos
- Hemiphaga novaeseelandiae chathamensis – a Chatham-szigeteken él. Mára alig pár száz egyede maradt, veszélyeztetett alfaj. Újbban felmerült, hogy önálló fajnak fogadják el, de ez a nézet még nem terjedt el általánosan.
- norfolk-szigeti galamb (Hemiphaga novaeseelandiae spadicea) – az Ausztrália partjai mentén fekvő Norfolk-szigeten élt egykor, mára kiirtották

## Megjelenése
Testhossza 51-55 centiméter, testtömege 650-800 gramm közötti. Feje, tarkója, melle és szárnyai fényes fényű sötétzöld. Hasi része fehér.

## Életmódja
Párokban, vagy csoportosan keresgéli gyümölcsökből, magvakból, virágokból és levelekből álló táplálékát. Ügyesen kapaszkodik és mozog a lombok között.

## Szaporodása
A hím a levegőben násztánccal udvarol a tojónak. Fákra készíti fészkét, gallyak felhasználásával.

## Új-zélandi 20 dolláros bankjegy
Az óriás-gyümölcsgalamb volt látható az új-zélandi dollár 1967-es és az 1981-es, II. Erzsébet sorozata 20 dolláros címletének hátoldalán.

## Képek

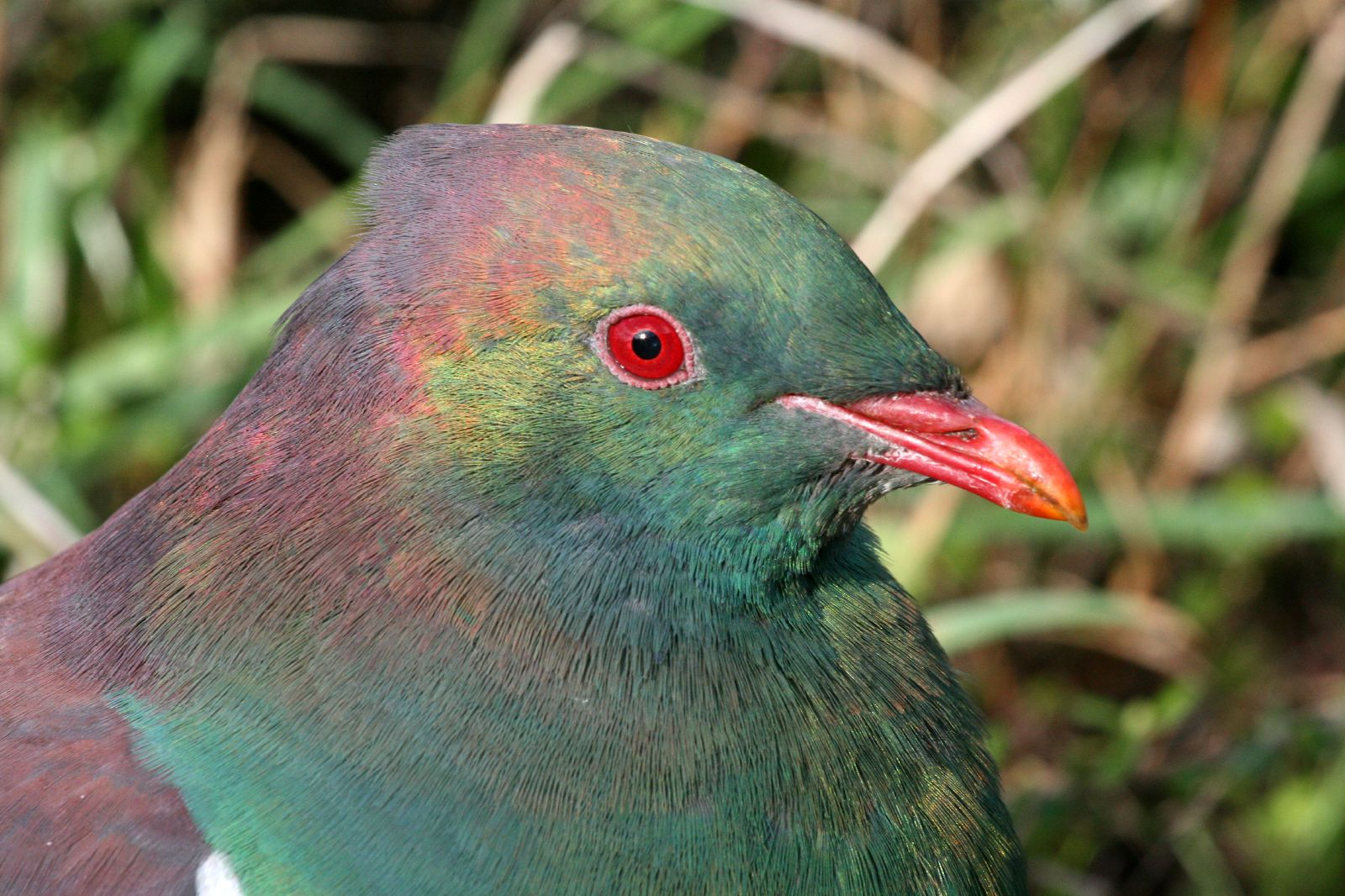
Portré
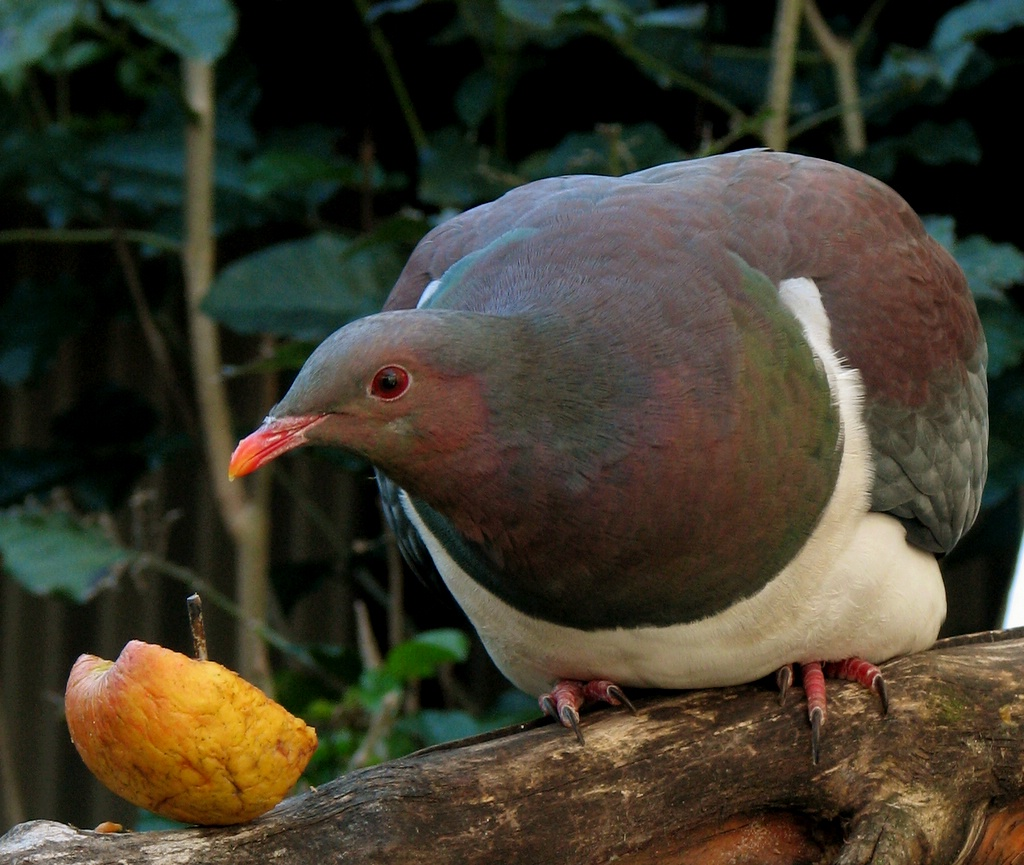
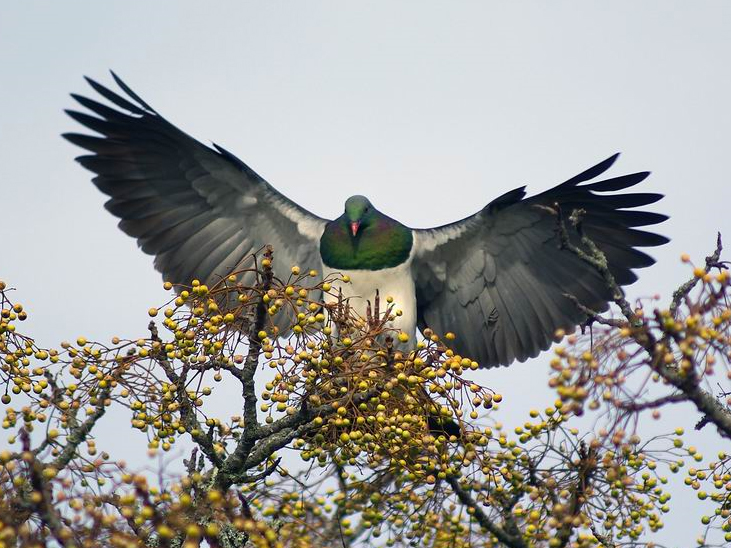
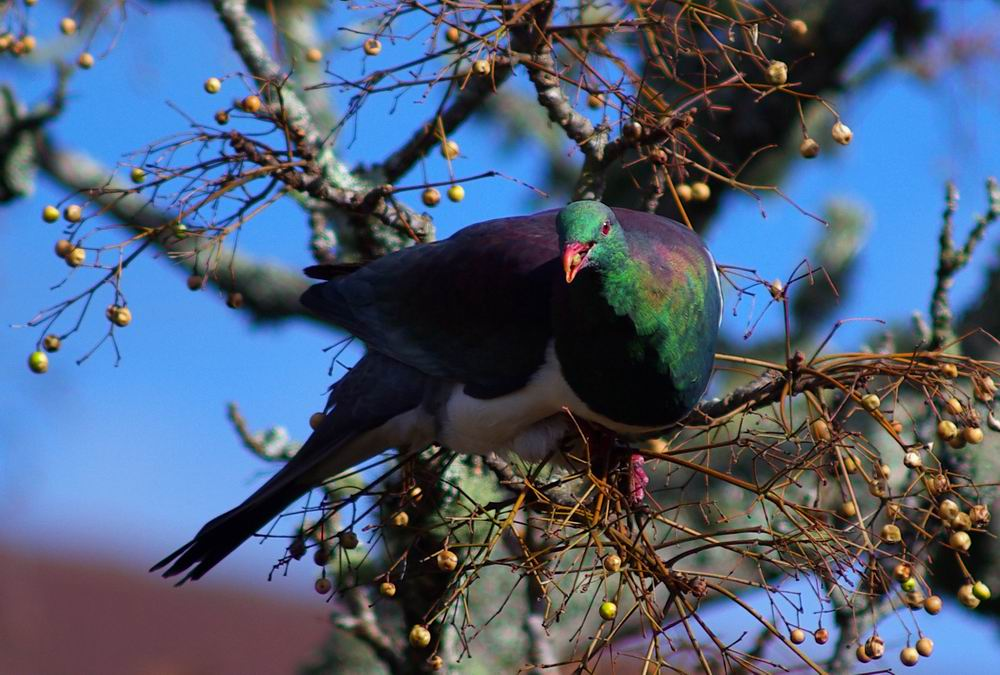